# Boston-Marathon 1935
| 39. Boston-Marathon    | 39. Boston-Marathon        |
| ---------------------- | -------------------------- |
| Stadt                  | Boston, Vereinigte Staaten |
| Datum                  | 19. April 1935             |
| Distanz                | 41,1 – 42,2 Kilometer      |
| Sieger                 |                            |
| Männer                 | Johnny Kelley (2:32:07 h)  |
| ← Boston-Marathon 1934 | Boston-Marathon 1936 →     |
| Website                | Offizielle Website         |

Der Boston-Marathon 1935 war die 39. Ausgabe der jährlich stattfindenden Laufveranstaltung in Boston, Vereinigte Staaten. Der Marathon fand am 19. April 1935 statt. Die Laufdistanz betrug zwischen 41,1 und 42,2 Kilometer.
Es gewann Johnny Kelley in 2:32:07 h.

## Ergebnis
| Platz | Athlet            | Land                   | Zeit (h) |
| ----- | ----------------- | ---------------------- | -------- |
| 01    | Johnny Kelley     | Vereinigte Staaten     | 2:32:07  |
| 02    | Pat Dengis        | Vereinigte Staaten     | 2:34:11  |
| 03    | Dick Wilding      | Kanada                 | 2:39:50  |
| 04    | Gordon Norman     | Vereinigte Staaten     | 2:40:57  |
| 05    | Hugo Kauppinen    | Vereinigte Staaten     | 2:44:33  |
| 06    | Earle Collins     | Vereinigte Staaten     | 2:44:39  |
| 07    | Joe Plouffe       | Vereinigte Staaten     | 2:44:57  |
| 08    | Fred Ward Jr.     | Vereinigte Staaten     | 2:46:08  |
| 09    | Vic Callard       | Vereinigtes Königreich | 2:46:56  |
| 10    | Andre J. Brunelle | Vereinigte Staaten     | 2:47:23  |